# Касымбаев, Жанузак Касымбаевич
Жанузак Касымбаевич Касымбаев (каз. Жанұзақ Қасымбайұлы Қасымбаев; род. 25 декабря 1941, Баршатас, Семипалатинская область) — советский и казахский историк, доктор исторических наук (1983), профессор Алматинского государственного университета, специалист по истории Казахстана, автор школьных учебников.

## Биография
Родился 25 декабря 1941 года в селе Баршатас Шубартауского района Семипалатинской области (ныне в Аягозском районе Восточно-Казахстанской области). В 1959—1960 годах учился в Музыкальном училище имени П. И. Чайковского (ныне Алматинский музыкальный колледж имени П. И. Чайковского).
В 1965 году окончил исторический факультет Казахского государственного университета (ныне Казахский национальный университет). В 1965—1967 годы работал учителем истории в городе Талгаре.
В 1970 году защитил диссертацию «Дореволюционная история города Семипалатинска. 1718—1917 гг.» и получил учёную степень кандидата исторических наук.
Работал в Алматинском государственном университете (ныне Казахский национальный педагогический университет), занимал должности ассистента, старшего преподавателя, доцента (1967—1973), заведующего кафедрой истории Казахстана (с 1981).
В 1983 году защитил диссертацию «Развитие городов Восточного Казахстана как центров взвимоотношений с казахским аулом, русском крестьянским населением и сопредельными странами: 20-е годы ХVIII — начало ХХ вв.» и получил учёную степень доктора исторических наук.
Умер в 2004 году.

## Научная деятельность
Область научных интересов — история городов Казахстана, присоединение края к России, народно-освободительные движения XVIII-начала XX вв., международные политические и торговые связи Казахстана со странами Центральной Азии XVIII — начала XX вв., взаимоотношения номадов и оседлого населения, жизнь и деятельность казахских ханов XVIII — первой половины XIX веков.
Автор более 500 печатных работ, в том числе монографий и школьных учебников. Под руководством Касымбаева были защищены более 30 кандидатских и 2 докторские диссертации (М. Ж. Абдирова и З. Е. Кабульдинова).

## Критика
Казахстанский историк И. В. Ерофеева критикует статью Касымбаева «Значение Аныракайского сражения» (каз. Аңырақай шайқасының маңызы) за некритичную передачу легендарной версии Аныракайского сражения со слов старожилов.

## Награды и признание
- Отличник народного образования Республики Казахстан (1986, 1988)[1].
- Заслуженный работник народного образования Казахстана (1990)[1].
- Почётный член Ассоциации историков Кыргызстана (1996)[1].
- Почетная грамота Национальной академии наук Казахстана (1998)[1].
- Орден «Парасат» (1999)[1].